# Мойынкум (пустыня в Алматинской области)
Мойынкум — небольшой песчаный массив в Алматинской области Казахстана, который не следует путать с гораздо более обширной одноимённой пустыней Мойынкум в Джамбульской и Южно-Казахстанской областях.
Малый Мойынкум начинается в 10 км к северу от г. Алматы и далее тянется на север на протяжении свыше 20 километров по левому берегу реки Каскелен до города Капчагай и реки Или. Средняя ширина песчаного массива составляет порядка 2-5 км при общей площади около 60 км². Пески сложены в результате наносной деятельности реки Каскелен. Песчаный массив расположен на высотах 500—600 м выше уровня моря. В восточной части его пересекают автомобильные трассы (Алматы-Капчагай), а также железная дорога. Растительность ксерофитная. По окраинам пустыни располагаются населённые пункты Караой, Актоган и Арна.